# Падерино (Кировская область)
Па́дерино (Падерово) — село в Кикнурском сельском поселении Кикнурского района Кировской области.

## Расположение
Село расположено на левом берегу реки Большой Кундыш. 

## История
Починок Падеринский основан в 1790 году. Входило в состав Кундышской волости Яранского уезда Вятской губернии. Согласно «Спискам населённых мест Российской империи» по состоянию на 1859 год в казённом починке Падерине: 8 дворов крестьян, население — 45 душ мужского пола и 47 женского, всего — 92 человека.

## Население
| 2010 |
| ---- |
| 82   |

Национальный состав по переписи 2002 года: русские (95 %), северо-западные марийцы (5 %).

## Транспорт
В село 2 раза в день один день в неделю из Кикнура ходит рейсовый автобус.

## Достопримечательности
- Каменное здание Покровской церкви (1863)